# Triangulação (topologia)
Na matemática, a topologia generaliza a noção de triangulação de uma forma natural, como segue:
Uma triangulação de um espaço topológico {\displaystyle X} é o complexo simplicial K, homeomorfo a X, juntamente com um homeomorfismo h: K{\displaystyle \to } X.
A triangulação é útil para determinar as propriedades de um espaço topológico. Por exemplo, pode-se calcular os grupos de homologia e cohomologia de um espaço triangular usando as teorias de homologia e cohomologia simplicial em vez de teorias de homologia e cohomologia mais complicadas.

## Estruturas lineares por partes
Para variedades topológicas, há uma noção ligeiramente mais forte de triangulação: uma triangulação linear por partes (as vezes chamada apenas de triangulação) é uma triangulação com a propriedade extra de que o link de qualquer simplexo é uma esfera linear por partes. O link de um simplexo s em um complexo simplicial K é um subcomplexo de K consistindo dos simplexos t que são disjuntos de s e tais que ambos s e t são faces de algum simplexo de dimensão maior em K. Por exemplo, em uma variedade bi-dimensional linear por partes formada por um conjunto de vértices, arestas e triângulos, o link do vértice s consiste do ciclo de vértices e arestas que cercam s: se t é um vértice neste ciclo, então ele e s são pontos extremos de uma aresta de K, e se t é uma aresta deste ciclo, então ele e s são faces de um triângulo de K. Este ciclo é homeomorfo a uma circunferência, que é uma esfera 1-dimensional.
Para variedades de dimensão no máximo 4, esta propriedade extra vale automaticamente: em qualquer complexo simplicial homeomorfo a uma variedade, o link de qualquer simplexo só pode ser homeomorfo a uma esfera. Mas em dimensão n ≥ 5 a suspensão (n − 3) da esfera de Poincaré é uma variedade topológica (homeomorfa a uma n-esfera) com a triangulação que não é linear por partes: ele tem um simplexo cujo link é a esfera de Poincaré, uma variedade de dimensão 3 que não é homeomorfa a uma esfera.

## Método explícito de triangulação
Um caso espacial importante de triangulação topológica é das superfícies 2-dimensionais, ou 2-variedade fechada. Existe uma prova padrão de que as superfícies fechadas suaves podem ser triangularizadas (veja Jost 1997). De fato, se a superfície possui uma métrica Riemanniana, cada ponto x está contido dentro de um pequeno triângulo geodésico convexo, que é um triângulo inscrito em uma bola normal de centro x. O interiores de um número finito de triângulos cobre a superfície, uma vez que as extremidades dos diferentes triângulos ou coincida ou se intersectam transversalmente, este conjunto finito de triângulos pode ser utilizado de forma iterativa para construir uma triangulação.
Outro procedimento simples para a triangulação de variedades diferenciáveis foi dada por Hassler Whitney, em 1957, baseado em seu  teorema da imersão. Na verdade, se X é uma n - subvariedade fechada de {\displaystyle R^{m}}, devemos subdividir uma rede cúbica de {\displaystyle R^{m}} em simplexos para dar uma triangulação de {\displaystyle R^{m}}. Ao tomar as malha da malha suficientemente pequeno e pouco movimento finitamente muitos dos vértices, da triangulação estarão em posição geral com respeito para X: assim os simplexos que não tem dimensão {\displaystyle <s=m-n} cruzam X e cada um s-simplex interseção X.
- Faz isso em exatamente um ponto interior;
- Faz um ângulo estritamente positivo em relação ao plano tangente;
- Encontra-se totalmente dentro de algumas regiões tubulares de X.

Estes pontos de intersecção e seus baricentros (correspondente a simplexos dimensões superiores cruzam X) gerar um n subcomplexo simplicial-dimensional em {\displaystyle R^{m}}, incluso totalmente dentro da vizinhança tubular. A triangulação é dada pela projeção deste complexo simplicial sobre X.

## Os grafos nas superfícies
A Triangulação Whitney ou triangulação limpa de uma superfície é um mergulho de um grafo na superfície de tal forma que as faces do mergulho são exatamente os cliques dos grafos (Hartsfeld and Gerhard Ringel 1981; Larrión et al. 2002; Malnič and Mohar 1992). Equivalentemente, toda face é um triângulo, todo triângulo é uma face, e o grafo não é por si só um clique. O clique complexo do grafo é homeomorfo a uma superfície. O 1-esqueleto da triangulação de Whitney são exatamente grafos cíclicos localmente exceto para {\displaystyle K^{4}}.